# ESNA
ESNA oder ESNA European Higher Education News ist eine Nachrichtenagentur, spezialisiert auf grenzüberschreitende Hochschul- und Wissenschaftspolitik in Europa. Sie veröffentlicht seit 2008 Nachrichten, Presseschauen, Dossiers, Konferenzen, Rezensionen, Radiobeiträge, Podcasts und Videoreportagen.

## Themen
ESNA informiert über Wissenschaftspolitik im weitesten Sinne, der geographische Schwerpunkt liegt auf der Europäischen Union. Ihre wissenschaftspolitischen Themen umfassen: Universitäten, Lehre und Forschung, Hochschulzugang, Studium, Abschluss und Berufswege von Studierenden, akademische und studentische Kultur, regionale, nationale und internationale Bildungspolitiken, Finanzierung und Gesetzgebung von höherer Bildung und Forschung, wissenschaftliches Verlagswesen und Open Access, Hochschulforschung und -geschichte, internationale Beziehungen und Bildungsmärkte, Innovation und Wissenstransfer, e-Learning und MOOCs, Exzellenzinitiative, Science Parks, bis hin zu transnationalen Entwicklungen wie studentische und akademische Mobilität, Bologna-Prozess, GATS, TTIP sowie Sprachbarrieren, Inklusion, Gleichstellung, Akkreditierung, Finanzierung des Bildungswesens auf EU-Ebene und darüber hinaus.

## Bildungspolitischer und journalistischer Entstehungskontext
Die Gründung der Nachrichtenagentur ESNA war inspiriert von einem Vortrag Peter Prestons über Pressefreiheit und die Europäische Union. Der damalige Redakteur der Zeitung The Guardian sagte im April 2005 in seinem Vortrag bei einer Veranstaltung von WORK|OUT in Venedig: „Das ist der Teil, den Europas Gründerväter vergessen haben. Wir erbauen ein großes neues Gebäude der Freiheit ohne eine freie Presse, die dieses Wachstum abbildet und überwacht. Das muss von Grund auf in Angriff genommen werden, gestützt auf persönliche Kontakte und individuellen Enthusiasmus. Wir müssen beginnen, unsere eigene öffentliche Meinung zu errichten, und der Zeitpunkt ist jetzt.“
ESNA begann damit, hochschulpolitische Nachrichten aus ganz Europa ins Englische zu übertragen und mittels tagespolitischer Berichterstattung eine Übersicht über die nationalen Wissenschaftssysteme in Europa zu ermöglichen. Die Agentur steht somit als Branchendienst zwischen nationalen Fachorganen wie Forschung & Lehre oder duz in Deutschland und Publikationen angelsächsischer Prägung wie dem amerikanischen Chronicle of Higher Education oder dem britischen Times Higher Education Magazine.

## Unternehmensentwicklung
ESNAs Ursprünge liegen im studentischen Journalismus. Ihre Urform war die Zeitschrift LETSWORK Zeitung für studentische Arbeit, die erstmals 1999 von der studentischen Arbeitsvermittlung TUSMA e.V. herausgegeben wurde. TUSMA betreute 20.000 internationale Studierende in Berlin und erweiterte ihren Wirkungskreis durch LETSWORK mit Nachrichten über Studienbedingungen, Integration, Gleichstellung, studentische Kultur und Arbeitsrecht.
Mit der Schließung der TUSMA 2002 wurde auch LETSWORK hinfällig. An ihrer Stelle entstand die unabhängige Zeitschrift WORK|OUT European Students’ Review, die bis 2008 vierteljährlich herauskam und eine Auflage von 160.000 Exemplaren erreichte. WORK|OUT war mehrsprachig und gratis und wurde in verschiedene europäische Hauptstädten gebracht und dort mit Hilfe lokaler Studentenvereine verteilt. 2003 erschien sie erstmals landesweit in Italien und zwar als Beilage von ALIAS, dem Kulturmagazin der italienischen Tageszeitung il manifesto. In den beiden Folgejahren gewann sie den nationalen italienischen Preis Palinsesto Italia als „beste multimediale Informationsplattform“ und wurde 2006 in Deutschland als „eine der zehn besten deutschen Studentenmagazine“ ausgezeichnet.
Durch personelle Entwicklungen und eine Verlagerung von studentischen zu allgemein hochschulpolitischen Themen löste sich die Redaktion von WORK|OUT im Jahr 2008 auf und gründete ESNA European Higher Education News als Branchendienst für die europäische Wissenschaftsgemeinschaft. ESNA bildet europäische Studierende als Nachwuchsjournalisten aus. Seit 2014 produziert ESNA über Textjournalismus hinaus Videodokumentationen und seit 2015 einen Podcast zu Fragen der Hochschulpolitik, der Innovation und des Wissenstransfers. Im Jahr 2019 hat ESNA das Projekt „United Universities of Europe“ oder UUU begonnen; es dokumentiert die Entwicklung europäischer Hochschulzusammenarbeit.